# إبيروس (منطقة)

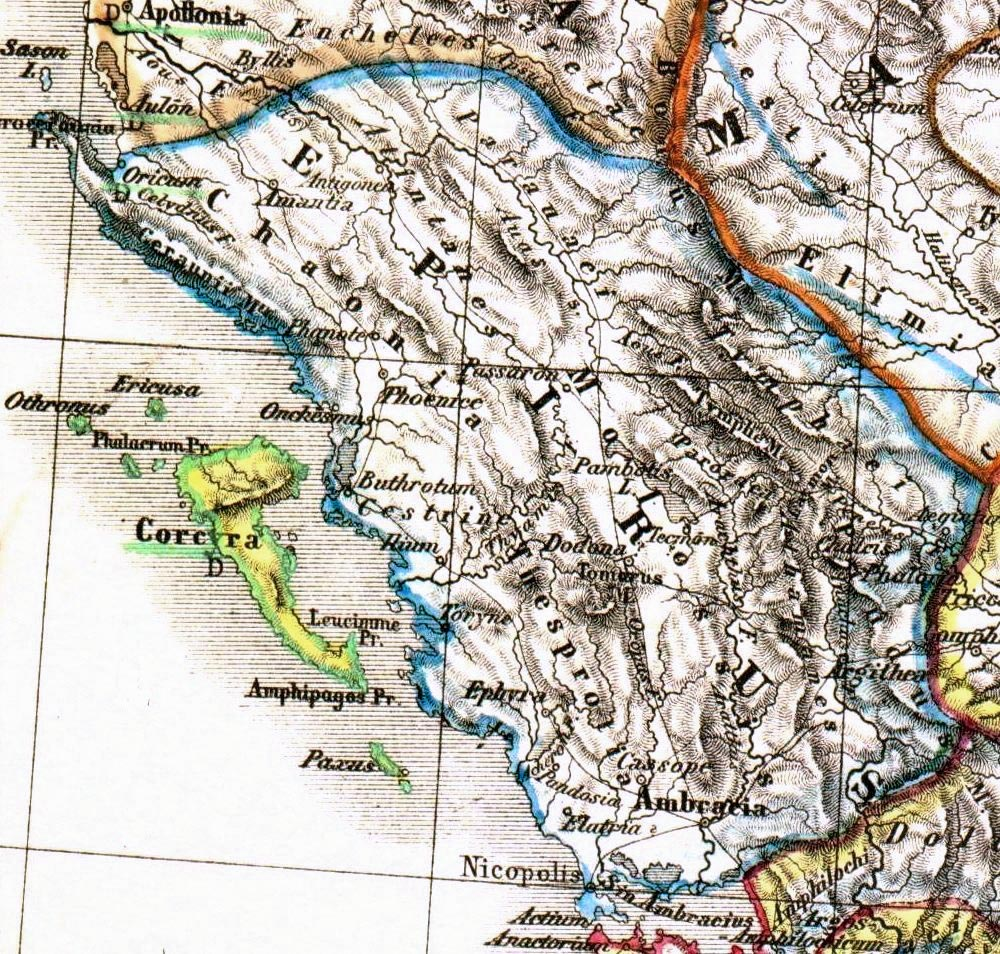
منطقة إبيروس القديمة لهينرخ كيبرت 1902.

إيبيروس هي منطقة جغرافية تاريخية تقع في جنوب شرق أوروبا وتمتد في المنطقة الجنوبية الغربية لشبه الجزيرة البلقانية، وهي منقسمة حاليا بين اليونان وألبانيا تقع تحديدا في محيط إقليم إبيروس اليوناني والولايات الألبانية الجنوبية الأربع التالية: غيروكاستار وفلوريا وكورتسيا وبيرات (بالألبانية على التوالي: Gjirokastër، Vlorë، Korcë ،Berat) وتمتد على طول الشاطئ الأيوني ابتداء من خليج أمبراكيا في الجنوب ولغاية سلسة الجبال الساحلية الألبانية انتهاءً بالمدينتين الألبانيتين هيماريه (مدينة ألبانية صغيرة) وأوريكوم (المدينة الأثرية الإغريقية القديمة).
كانت تابعة لمقدونيا القديمة وأصبحت فيما بعد مقاطعة رومانية

## التسمية
يقال بأن المنطقة سميت باسم إبيروس نسبة إلى الفتاة إبيروس والتي توفيت ودفنت في المنطقة وذلك بحسب أساطير الإغريق